# Мюффа-Жанде, Виктор
Викто́р Мюффа́-Жанде́ (фр. Victor Muffat-Jeandet; 5 марта 1989, Экс-ле-Бен) — французский горнолыжник. Бронзовый призёр зимних Олимпийских игр 2018 года в комбинации, многократный призёр этапов Кубка мира. Наиболее успешно выступает в гигантском слаломе и комбинации.

## Карьера
В горнолыжных соревнованиях под эгидой FIS Мюффа-Жанде начал выступать с 2004 года. В 2007 году дебютировал в континентальном кубке, а 28 февраля 2009 года впервые стартовал на Кубке мира. Первым стартом для француза стал гигантский слалом на этапе в Краньска-Гора, где он занял 46-е место и не прошёл во вторую попытку.
На протяжении следующих сезонов выступал в Кубке мира нерегулярно и очков не набирал. Первый раз попал в тридцатку сильнейших в декабре 2012 года, став 29-м в гигантском слаломе на домашнем этапе в Валь-д’Изере.
На чемпионатах мира впервые выступил в 2013 году. В Шладминге француз выступал не в профилирующем гигантском слаломе, а в слаломе, но пробился во вторую попытку и стал 26-м.
Первый подиум этапа Кубка мира Мюффа-Жанде завоевал 16 января 2015 года, став вторым в венгенской суперкомбинации. По итогам сезона француз занял итоговую 12 позицию, а в зачёте гигантского слаломе пробился в десятку, заняв седьмое место.
В начале сезона 2015/16 француз покорил подиум этапа мирового кубка и в профилирующем гигантском слаломе. На этапе в Бивер-Крике он был вторым, а спустя неделю в Валь-д’Изере занял третье место.
12 января 2018 года в возрасте 28 лет впервые выиграл этап Кубка мира, победив в комбинации в швейцарском Венгене.
На зимних Олимпийских играх в Корее француз сумел стать третьим в комбинации и завоевал бронзовую медаль.
В сезоне 2020/21 значительно прибавил в слаломе: 21 декабря 2020 года занял пятое место на этапе Кубка мира в Альта-Бадии, 6 января 2021 года стал шестым в Загребе, 21 января стал четвёртым на этапе в Шамони, а 14 марта впервые в карьере стал призёром этапа Кубка мира в этой дисциплине, заняв второе место в Краньске-Горе (первым стал Клеман Ноэль). До сезона 2020/21 за всю карьеру Виктор лишь два раза попадал в топ-5 лучших в слаломе на этапах Кубка мира.

## Подиумы на этапах Кубка мира (11)
| №  | Сезон   | Дата        | Место проведения | Дисциплина        | Место |
| -- | ------- | ----------- | ---------------- | ----------------- | ----- |
| 1  | 2014/15 | 16 янв 2015 | Венген           | Комбинация        | 2     |
| 2  | 2015/16 | 6 дек 2015  | Бивер-Крик       | Гигантский слалом | 2     |
| 3  | 2015/16 | 12 дек 2015 | Валь-д’Изер      | Гигантский слалом | 3     |
| 4  | 2015/16 | 20 дек 2015 | Альта-Бадия      | Гигантский слалом | 3     |
| 5  | 2015/16 | 22 янв 2016 | Кицбюэль         | Комбинация        | 2     |
| 6  | 2017/18 | 12 янв 2018 | Венген           | Комбинация        | 1     |
| 7  | 2017/18 | 17 мар 2018 | Оре              | Гигантский слалом | 3     |
| 8  | 2018/19 | 18 янв 2019 | Венген           | Комбинация        | 2     |
| 9  | 2019/20 | 11 янв 2020 | Адельбоден       | Гигантский слалом | 3     |
| 10 | 2019/20 | 17 янв 2020 | Венген           | Комбинация        | 3     |
| 11 | 2020/21 | 14 мар 2021 | Краньска-Гора    | Слалом            | 2     |